# Mușca
Mușca – wieś w Rumunii, w okręgu Alba, w gminie Lupșa. W 2011 roku liczyła 531 mieszkańców.